# Dème de Samothrace
Le dème de Samothrace (grec moderne : Δήμος Σαμοθράκης) est un dème du district régional de l'Évros, en Macédoine-Orientale-et-Thrace, Grèce.
Selon le recensement de 2021, le dème compte 2 596 habitants.